# Osterbergtunnel
Der Osterbergtunnel (auch: Tunnel Osterberg) ist ein Eisenbahntunnel der Neubaustrecke Erfurt–Leipzig/Halle. Die zwei eingleisigen Röhren des Bauwerks haben eine Länge von jeweils 2082 m.
Die geplanten Investitionen lagen bei 120 Millionen Euro.

## Lage und Verlauf
Der Tunnel liegt zwischen den Streckenkilometern 248,928 und 251,010. Das Ostportal befindet sich bei Kalzendorf, das Westportal bei Karsdorf. Die Gradiente steigt mit  maximal 12 Promille in östlicher Richtung an. An die beiden eingleisigen Röhren schließt sich im Südwesten die Unstruttalbrücke an.
Die beiden Röhren sind mit vier Querschlägen miteinander verbunden. An beiden Tunnelportalen befinden sich Rettungsplätze.

### Geologie
Auf den westlichen rund 750 m wird oberer Buntsandstein durchfahren, der sich aus Mergel, Kalkstein, Dolomit und Schluff zusammensetzt. Im übrigen Verlauf wurde unterer Muschelkalk aufgefahren. Das Grundwasser liegt am Westportal auf Höhe der Tunnelsohle, im übrigen Verlauf unterhalb des Tunnels.

## Geschichte

### Planung
Mitte 1994 wurde das Bauwerk mit 155 Millionen D-Mark netto kalkuliert. Es sollte zusammen mit der benachbarten Unstruttalbrücke in einem Paket vergeben werden. Nach dem Planungsstand von Mitte 1995 sollte das Bauwerk, mit einer Länge von 2072 m, zwischen den Baukilometern 57,83 und 59,90 liegen.
Im Zuge eines Planänderungsverfahrens wurde 2009 die Anzahl der Querschläge von einem auf vier erhöht sowie die Tunnelportale um Sonic-Boom-Bauwerke gegen den Tunnelknall ergänzt.
Der Tunnel liegt im Planfeststellungsabschnitt 2.3 der Neubaustrecke.

### Bau

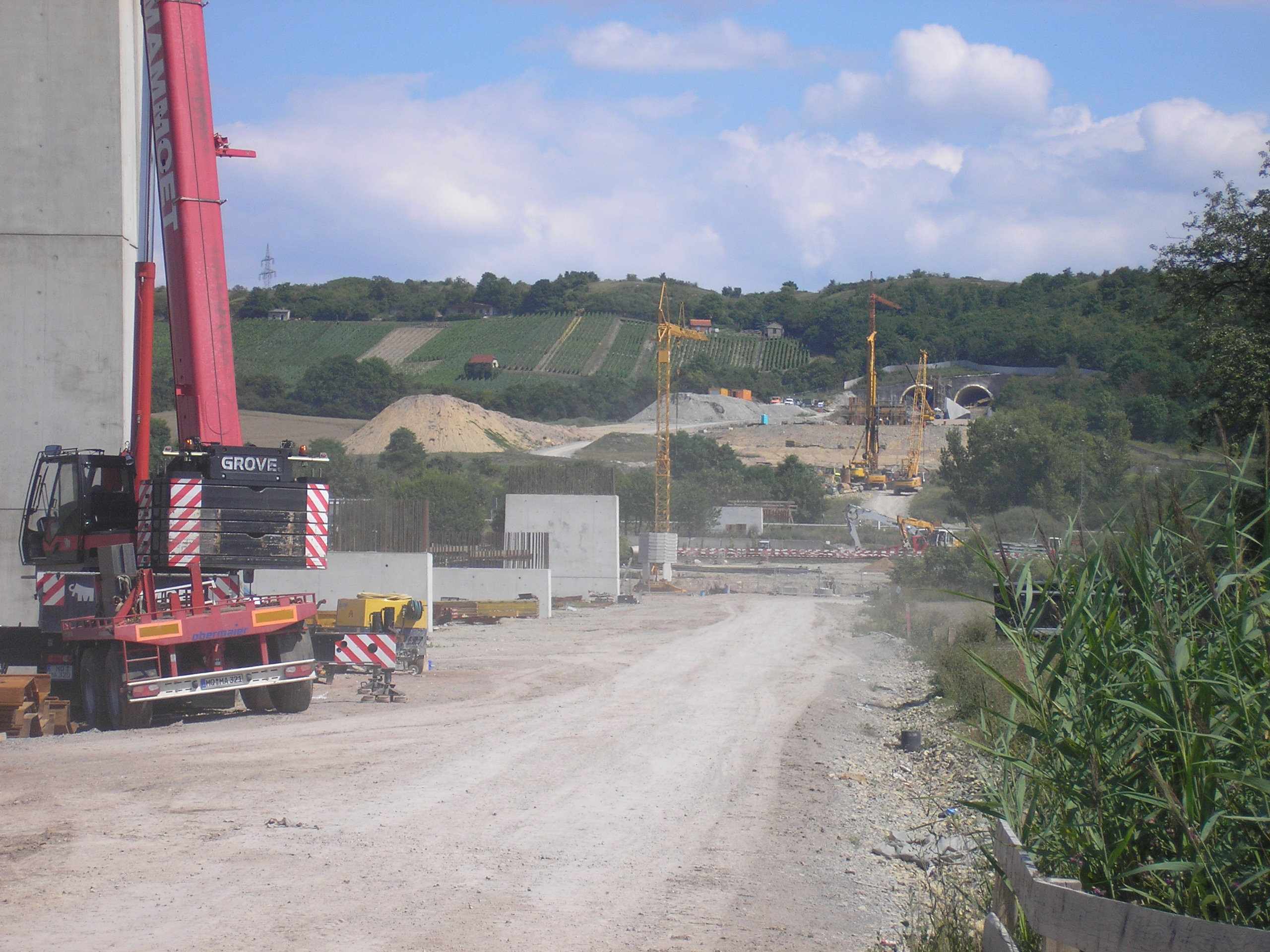
Bauarbeiten am Westportal und an der Unstruttalbrücke (2010)

In der zweiten Jahreshälfte 2008 begannen die Bauarbeiten mit der Anlage eines rund 500 m langen Voreinschnitts am Ostportal, in dem die Startbaugrube angelegt wurde. Mit dem feierlichen Tunnelanschlag am 18. Februar 2009 begann der Vortrieb. Die Patenschaften hatten die sachsen-anhaltische Landwirtschaftsministerin Petra Wernicke und Christine Bannert, die Ehefrau des Landrates des Saalekreises Frank Bannert übernommen.
Beide Röhren wurden zeitgleich im fallenden Vortrieb vom Ostportal Richtung Westen aufgefahren. Auf jeweils 2027 m Länge erfolgte die bergmännische Herstellung in Spritzbetonbauweise. Je 40 m am Westportal wurden in offener Bauweise (Gewölbedeckelbauweise) angelegt.
Bis Anfang August 2009 wurden in beiden Röhren 1,3 km vorgetrieben. Beide Röhren waren Mitte November 2009 durchgeschlagen.
Insgesamt wurden rund 600.000 m³ ausgebrochen. Mit diesem Material wurden Teile eines Tagebaus eines nahe gelegenen Zementwerks verfüllt. Der Tunnel war 2012 im Rohbau fertiggestellt.
Mit dem Bau der beiden Röhren war eine Arbeitsgemeinschaft aus vier österreichischen Unternehmen beauftragt. Bis zu rund 120 Menschen arbeiteten auf der Baustelle. Die ausführenden Firmen waren PORR, G. Hinteregger, ÖSTU-Stettin und Jäger.
Bauherr war DB Netz.
Der Tunnel wurde mit digitalem BOS-Funk ausgerüstet. Der Saalekreis erhält für den Tunnel von der Deutschen Bahn drei Fahrzeuge zur Unterstützung von Rettungseinsätzen.
Für den 19. September 2015 war eine Großübung mit 600 Beteiligten geplant.

## Informationszentrum

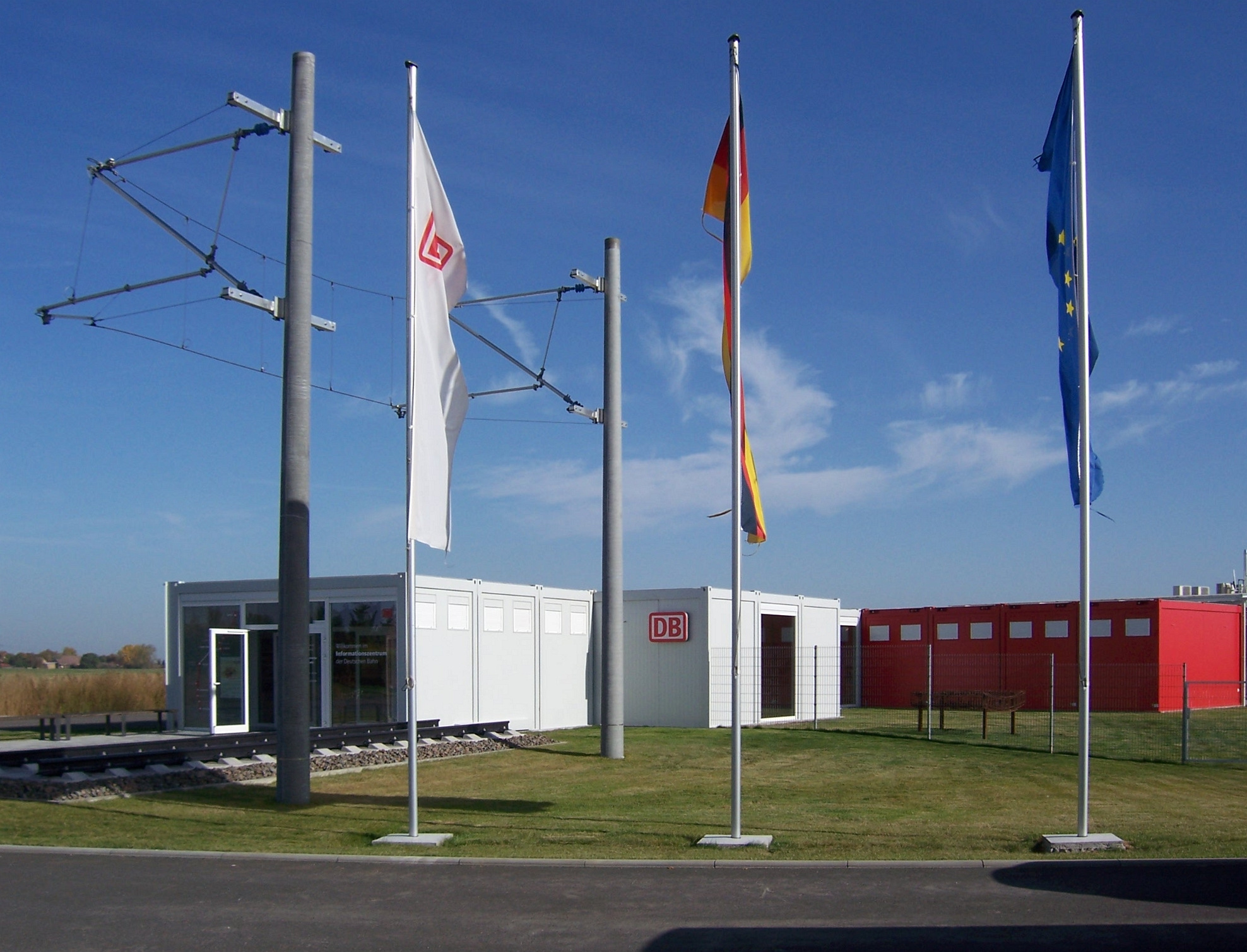
Vorderseite des Informationszentrums

Das vormals am Westportal des Finnetunnels bei Herrengosserstedt aufgebaute Informationszentrum zur Neubaustrecke zog im Frühjahr 2012 zum Baustützpunkt am Ostportal des Osterbergtunnels bei Kalzendorf um. Dort eröffnete es mit erweitertem Inhalt am 19. Juni 2012. Gezeigt werden u. a. eine virtuelle Streckenfahrt aus Sicht eines künftigen Lokführers, archäologische Funde sowie ein Abschnitt der Festen Fahrbahn und der zu installierenden Oberleitung.